# Alticorpus profundicola
Alticorpus profundicola är en fiskart som beskrevs av Stauffer och Mckaye, 1988. Alticorpus profundicola ingår i släktet Alticorpus och familjen Cichlidae. IUCN kategoriserar arten globalt som livskraftig. Inga underarter finns listade i Catalogue of Life.